# سیارک ۷۲۷۴
سیارک ۷۲۷۴ (به انگلیسی: 7274 Washioyama، نامگذاری:1982FC) هفت هزار و دویست و هفتاد و چهارمین سیارک کشف شده است که در ۲۱ مارس ۱۹۸۲ کشف شد.
قدر مطلق سیارک برابر ۱۳٫۷۰ است.